# MTV Europe Music Award/Best Japanese Act
Der MTV Europe Music Award for Best Japanese Act war eine regional vergebene Auszeichnung, die zwischen 2013 und 2021 im Rahmen der MTV Europe Music Awards für den besten japanischen Künstler verliehen wurde.
Bei der Verleihung der MTV Europe Music Awards 2022 in Düsseldorf wurde die Kategorie zusammen mit den beiden Kategorien Best Korean Act und Best Southeast Asian Act zusammengelegt und als Best Asia Act verliehen.

## Gewinner und Nominierte

### 2010–2019
| Jahr                                                                                             | Nominierte und Ausgezeichnete | Quellen                         | Bild |
| ------------------------------------------------------------------------------------------------ | ----------------------------- | ------------------------------- | ---- |
| 2013                                                                                             |                               |                                 |      |
| Momoiro Clover Z                                                                                 | [ 1 ]                         | Momoiro Clover Z                |      |
| Exile                                                                                            | [ 1 ]                         | Momoiro Clover Z                |      |
| Kyary Pamyu Pamyu                                                                                | [ 1 ]                         | Momoiro Clover Z                |      |
| Miyavi                                                                                           | [ 1 ]                         | Momoiro Clover Z                |      |
| One Ok Rock                                                                                      | [ 1 ]                         | Momoiro Clover Z                |      |
| 2014                                                                                             |                               | Momoiro Clover Z                |      |
| Daichi Miura                                                                                     | [ 2 ]                         | Daichi Miura, 2014.             |      |
| One Ok Rock                                                                                      | [ 2 ]                         | Daichi Miura, 2014.             |      |
| E-Girls                                                                                          | [ 2 ]                         | Daichi Miura, 2014.             |      |
| Perfume                                                                                          | [ 2 ]                         | Daichi Miura, 2014.             |      |
| Namie Amuro                                                                                      | [ 2 ]                         | Daichi Miura, 2014.             |      |
| Vorauswahl: - Babymetal - Kyary Pamyu Pamyu - Man with a Mission - Daichi Miura - Sekai no Owari | [ 3 ]                         | Daichi Miura, 2014.             |      |
| 2015                                                                                             |                               | Daichi Miura, 2014.             |      |
| Dempagumi.inc                                                                                    | [ 4 ] [ 5 ]                   | Dempagumi.inc, 2015.            |      |
| Babymetal                                                                                        | [ 4 ] [ 5 ]                   | Dempagumi.inc, 2015.            |      |
| Sandaime J Soul Brothers                                                                         | [ 4 ] [ 5 ]                   | Dempagumi.inc, 2015.            |      |
| One Ok Rock                                                                                      | [ 4 ] [ 5 ]                   | Dempagumi.inc, 2015.            |      |
| Sekai no Owari                                                                                   | [ 4 ] [ 5 ]                   | Dempagumi.inc, 2015.            |      |
| Vorauswahl: - AK-69 - Alexandros - Crossfaith - Dempagumi.inc - Gesu no Kiwami Otome             | [ 4 ]                         | Dempagumi.inc, 2015.            |      |
| 2016                                                                                             |                               | Dempagumi.inc, 2015.            |      |
| One Ok Rock                                                                                      | [ 6 ]                         | One Ok Rock, 2014.              |      |
| Kyary Pamyu Pamyu                                                                                | [ 6 ]                         | One Ok Rock, 2014.              |      |
| Perfume                                                                                          | [ 6 ]                         | One Ok Rock, 2014.              |      |
| Radwimps                                                                                         | [ 6 ]                         | One Ok Rock, 2014.              |      |
| Ringo Sheena                                                                                     | [ 6 ]                         | One Ok Rock, 2014.              |      |
| 2017                                                                                             |                               | One Ok Rock, 2014.              |      |
| Babymetal                                                                                        | [ 7 ] [ 8 ]                   | Babymetal, 2015.                |      |
| Kohh                                                                                             | [ 7 ] [ 8 ]                   | Babymetal, 2015.                |      |
| Kyary Pamyu Pamyu                                                                                | [ 7 ] [ 8 ]                   | Babymetal, 2015.                |      |
| Rekishi                                                                                          | [ 7 ] [ 8 ]                   | Babymetal, 2015.                |      |
| Wednesday Campanella                                                                             | [ 7 ] [ 8 ]                   | Babymetal, 2015.                |      |
| 2018                                                                                             |                               | Babymetal, 2015.                |      |
| Little Glee Monster                                                                              | [ 9 ]                         | Little Glee Monster, 2014.      |      |
| Daoko                                                                                            | [ 9 ]                         | Little Glee Monster, 2014.      |      |
| Glim Spanky                                                                                      | [ 9 ]                         | Little Glee Monster, 2014.      |      |
| Wednesday Campanella                                                                             | [ 9 ]                         | Little Glee Monster, 2014.      |      |
| yahyel                                                                                           | [ 9 ]                         | Little Glee Monster, 2014.      |      |
| 2019                                                                                             |                               | Little Glee Monster, 2014.      |      |
| King Gnu                                                                                         | [ 10 ] [ 11 ]                 | Keyboarder Satoru Iguchi, 2022. |      |
| Nulbarich                                                                                        | [ 10 ] [ 11 ]                 | Keyboarder Satoru Iguchi, 2022. |      |
| Chai                                                                                             | [ 10 ] [ 11 ]                 | Keyboarder Satoru Iguchi, 2022. |      |
| Tempalay                                                                                         | [ 10 ] [ 11 ]                 | Keyboarder Satoru Iguchi, 2022. |      |
| Chanmina                                                                                         | [ 10 ] [ 11 ]                 | Keyboarder Satoru Iguchi, 2022. |      |

### 2020–2029
| Jahr                  | Nominierte und Ausgezeichnete | Quellen | Fotos            |
| --------------------- | ----------------------------- | --- | ---------------- |
| 2020                  |                               | |                  |
| Official Hige Dandism | [ 12 ]                        | Bild gesucht Die Wikipedia wünscht sich an dieser Stelle ein Bild vom hier behandelten Ort. Motiv: Gruppenfoto Falls du dabei helfen möchtest, erklärt die Anleitung , wie das geht. BW |                  |
| Hiraidai              | [ 12 ]                        | Bild gesucht Die Wikipedia wünscht sich an dieser Stelle ein Bild vom hier behandelten Ort. Motiv: Gruppenfoto Falls du dabei helfen möchtest, erklärt die Anleitung , wie das geht. BW |                  |
| Punpee                | [ 12 ]                        | Bild gesucht Die Wikipedia wünscht sich an dieser Stelle ein Bild vom hier behandelten Ort. Motiv: Gruppenfoto Falls du dabei helfen möchtest, erklärt die Anleitung , wie das geht. BW |                  |
| Rei                   | [ 12 ]                        | Bild gesucht Die Wikipedia wünscht sich an dieser Stelle ein Bild vom hier behandelten Ort. Motiv: Gruppenfoto Falls du dabei helfen möchtest, erklärt die Anleitung , wie das geht. BW |                  |
| Yorushika             | [ 12 ]                        | Bild gesucht Die Wikipedia wünscht sich an dieser Stelle ein Bild vom hier behandelten Ort. Motiv: Gruppenfoto Falls du dabei helfen möchtest, erklärt die Anleitung , wie das geht. BW |                  |
| 2021                  |                               | Bild gesucht Die Wikipedia wünscht sich an dieser Stelle ein Bild vom hier behandelten Ort. Motiv: Gruppenfoto Falls du dabei helfen möchtest, erklärt die Anleitung , wie das geht. BW |                  |
| Sakurazaka46          | [ 13 ] [ 14 ]                 | Bild gesucht Die Wikipedia wünscht sich an dieser Stelle ein Bild vom hier behandelten Ort. Motiv: Gruppenfoto Falls du dabei helfen möchtest, erklärt die Anleitung , wie das geht. BW |                  |
| Awesome City Club     | [ 13 ] [ 14 ]                 | Bild gesucht Die Wikipedia wünscht sich an dieser Stelle ein Bild vom hier behandelten Ort. Motiv: Gruppenfoto Falls du dabei helfen möchtest, erklärt die Anleitung , wie das geht. BW |                  |
| Eve                   | [ 13 ] [ 14 ]                 | Bild gesucht Die Wikipedia wünscht sich an dieser Stelle ein Bild vom hier behandelten Ort. Motiv: Gruppenfoto Falls du dabei helfen möchtest, erklärt die Anleitung , wie das geht. BW |                  |
| STUTS                 | [ 13 ] [ 14 ]                 | Bild gesucht Die Wikipedia wünscht sich an dieser Stelle ein Bild vom hier behandelten Ort. Motiv: Gruppenfoto Falls du dabei helfen möchtest, erklärt die Anleitung , wie das geht. BW |                  |
| Vaundy                | [ 13 ] [ 14 ]                 | Bild gesucht Die Wikipedia wünscht sich an dieser Stelle ein Bild vom hier behandelten Ort. Motiv: Gruppenfoto Falls du dabei helfen möchtest, erklärt die Anleitung , wie das geht. BW |                  |
| 2022                  | keine Verleihung              | keine Verleihung | keine Verleihung |
| 2023                  | keine Verleihung              | keine Verleihung | keine Verleihung |